# Clara de Montargis
Pour plus de détails, voir Fiche technique et Distribution.
Clara de Montargis est un film français réalisé par Henri Decoin, sorti en 1951.

## Synopsis
Renaud a une vision : il voit la femme de sa vie ! Il la retrouve quelque temps plus tard, alors qu'il fait du stop au bord de la route : la dénommée Clara le dépose à Montargis, mais c'est déjà trop tard. Revenu à Paris, il se rend compte qu'il est fou d'elle, et repart à sa recherche ! Après de vaines recherches, il la retrouve finalement... sous sa tente. Elle le quitte au matin, et Renaud s'aperçoit qu'elle est mariée, et qu'il n'y a rien à faire... Tous les ans, il revient camper au même endroit, espérant secrètement la retrouver...

## Fiche technique
- Titre original : Clara de Montargis
- Réalisation : Henri Decoin, assisté de Fabien Collin et Andrée Feix
- Scénario, daptation et dialogues : Henri Decoin
- Musique : René Sylviano
- Décors : René Renoux
- Costumes : Germaine Lecomte
- Photographie : Claude Renoir
- Son : Lucien Legrand
- Montage : Annick Millet
- Production : Roger Richebé, Bernard Thévenot
- Société de production : Sidéral Films
- Société de distribution : Les Films Roger Richebé
- Pays :  France
- Format : Noir et blanc - 1,37:1 - 35 mm - Son mono
- Genre : Drame
- Durée: 93 minutes
- Sortie en salle : 
  - France : 20 juin 1951
- Tournage du 1er septembre au 27 novembre 1950 à Montargis, Joigny et aux Studios d'Épinay

## Distribution
- Ludmila Tcherina : Clara, une belle inconnue, en fait actrice de théâtre, l'idéal féminin  de Renaud
- Michel François : Renaud Geoffroy, un adolescent qui rencontre la femme de ses rêves
- Madeleine Delavaivre : Madame Bonacieux
- Roland Armontel : l'ivrogne
- Louis Seigner : le mari de Clara
- Jean Meyer : Albert / D'Artagnan
- Espanita Cortez
- Jacques Tarride
- Hélène Rémy : Aramis
- Catherine Fath
- Robert Le Fort : le garçon d'hôtel
- Jean Piat : Jean-Claude
- Maurice Chevit : Édouard, le majordome
- Guy Derlan